# Martin Theo Krieger
Martin Theo Krieger (* 19. Oktober 1953 in Lingen/Ems) ist ein deutscher Filmregisseur und Drehbuchautor.

## Leben
Krieger wuchs in Lingen/Ems in Niedersachsen auf. Nach einer abgebrochenen Lehre als Schaufensterdekorateur machte er das Abitur am Quirinus-Gymnasium in Neuss. Es folgten Zivildienst in Bremen, Lehramtsstudium mit den Fächern Musik, Deutsch, Kunst in Hildesheim, Studium der Theaterwissenschaften an der Freien Universität Berlin und Studium an der Deutschen Film- und Fernsehakademie Berlin (dffb).
Von 1982 bis 1992 arbeitete er als Kameraassistent, Kameramann, Tonmann, Darsteller, Drehbuchautor und Regisseur bei zahlreichen kleineren Film- und TV-Produktionen. Sein erster Kinofilm Zischke (1986, Drehbuch und Regie) lief erfolgreich auf vielen internationalen Festivals, erhielt den Förderpreis der Berliner Akademie der Künste, den Förderpreis des Max Ophüls Festivals, und wurde im Museum of Modern Art in New York gezeigt. 1987/ 88 arbeitete Krieger als Dozent an der dffb.
1988 folgte Herz über Kopf (Drehbuch und Regie), eine ZDF-Produktion der Redaktion Das kleine Fernsehspiel, eine sarkastische Persiflage auf TV-Gameshows.
In den folgenden Jahren arbeitete er als Regisseur/Co-Regisseur, Co-Produzent, Co-Autor und dramaturgischer Berater bei diversen TV- und Filmprojekten, darunter Der achte Tag (1989, Regie: Reinhard Münster), Mein lieber Mann (1994, Regie: Eva Maria Bahlrühs) und Dämonen (2000, Regie: Frank Castorf).
In den Jahren 1993–2003 konzentrierte sich seine Tätigkeit auf die Arbeit als Drehbuchautor und dramaturgischer Berater. Zwanzig Jahre nach seinem Debütfilm meldete sich Krieger als Filmemacher mit Beautiful Bitch (2007, Buch und Regie) zurück. Als Autor wirkte er von 2018 bis 2022 auch an zehn Folgen der Fernsehserie Tiere bis unters Dach mit.
Martin Theo Krieger ist Mitglied der Deutschen Filmakademie und lebt in Berlin.

## Filmografie
- 1982: Dach über'm Kopf (Co-Regie, Co-Drehbuch)
- 1982/ 1983: Dorado - One Way (Kamera, künstlerische Mitarbeit)
- 1983: Kleine Kämpfe (Regie, Drehbuch)
- 1986: Zischke (Regie, Drehbuch, Co-Produzent)
- 1988: Herz über Kopf (TV, Regie, Drehbuch)
- 1989/ 1990: Der achte Tag (künstlerische Mitarbeit, Co-Produzent)
- 1994: Mein lieber Mann (Co-Regie, Co-Drehbuch, Darsteller)
- 2000: Dämonen (Dramaturgische Beratung)
- 2007: Beautiful Bitch (Regie, Drehbuch)

## Auszeichnungen
- Zischke, 1986
  - Förderpreis der Akademie der Künste Berlin 1988
  - Förderpreis des Max Ophüls Festivals Saarbrücken 1987
  - Spezialpreis der Jury Max Ophüls Festival Saarbrücken 1987
- Beautiful Bitch, 2007
  - Preis für das beste Drehbuch, Volkswagen Drehbuchpreis, Filmfest Emden 2006
  - Best Foreign Film Award, Santa Barbara International Filmfest 2008, USA
  - Öngören Preis für Demokratie und Menschenrechte, Filmfest Türkei/Deutschland, Nürnberg 2008
  - Besondere Erwähnung für die darstellerische Leistung von Katharina Derr, Europa Cinema Viareggio und Rom 2008, Italien
  - Bester Jugendfilm, Marburger Kinder- und Jugendfilmfestival Final Cut 2008
  - Grand Prix du Ciné-Jeune de l’Aisne, Festival International de Cinéma Saint-Quentin 2008, Frankreich
  - Castello D’Oro, Festival International Castellinaria Bellinzona 2008, Schweiz
  - Film des Monats August 2008, Jury der evangelischen Filmarbeit
  - Prix de Jury, Festival de Films Européens Mamers en Mars 2009, Frankreich
  - Prix des Jury Jeunes, Festival de Films Européens Mamers en Mars 2009, Frankreich
  - Vorauswahl Deutscher Filmpreis 2009, Kategorie: Beste Regie